# جورج تايلور (جندي)
جورج تايلور (بالإنجليزية: George Taylor)‏ هو جندي أمريكي، ولد في 15 نوفمبر 1830 في واتيرتاون في الولايات المتحدة، وتوفي في 7 أكتوبر 1893.